# Бонас
Бона́с (фр. Bonas) — коммуна во Франции, находится в регионе Юг — Пиренеи. Департамент — Жер. Входит в состав кантона Валанс-сюр-Баиз. Округ коммуны — Кондом.
Код INSEE коммуны — 32059.

## География

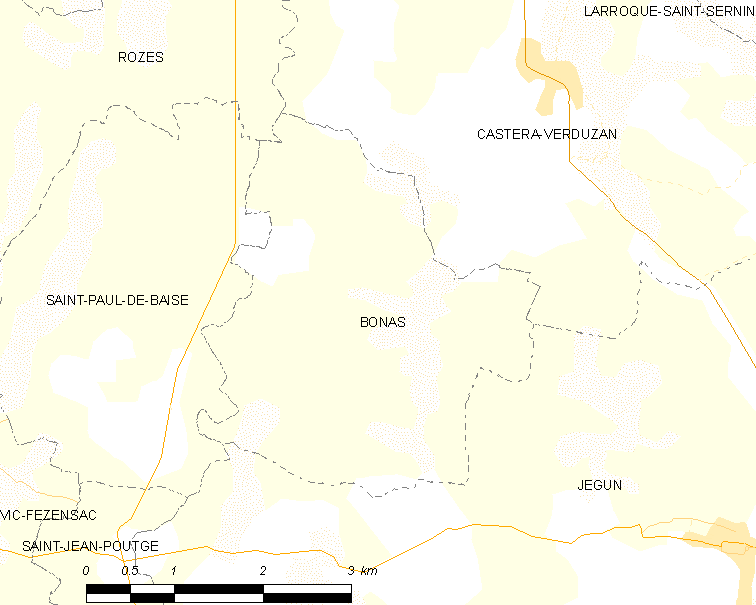
Карта коммуны

Коммуна расположена приблизительно в 590 км к югу от Парижа, в 85 км западнее Тулузы, в 21 км к северо-западу от Оша.
На западе коммуны протекает река Баиз.

## Климат
Климат умеренно-океанический. Лето жаркое и немного дождливое, температура часто превышает 35 °С. Зимой часто бывает отрицательная температура и ночные заморозки. Годовое количество осадков — 700—900 мм.

## Население
Население коммуны на 2010 год составляло 135 человек.
| 1962 | 1968 | 1975 | 1982 | 1990 | 1999 | 2010 |
| ---- | ---- | ---- | ---- | ---- | ---- | ---- |
| 184  | 159  | 143  | 133  | 135  | 122  | 135  |

## Администрация
| Период | Период | Фамилия           | Партия                              | Примечания |
| ------ | ------ | ----------------- | ----------------------------------- | ---------- |
| 1971   | 2008   | Поль Серис        | Французская коммунистическая партия |            |
| 2008   | 2014   | Жоэль-Луи Кеснель | беспартийный                        |            |
| 2014   | 2020   | Люк Сован         |                                     |            |

## Экономика
В 2010 году среди 72 человек трудоспособного возраста (15—64 лет) 51 были экономически активными, 21 — неактивными (показатель активности — 70,8 %, в 1999 году было 65,5 %). Из 51 активных жителей работали 48 человек (22 мужчины и 26 женщин), безработных было 3 (0 мужчин и 3 женщины). Среди 21 неактивных 2 человека были учениками или студентами, 12 — пенсионерами, 7 были неактивными по другим причинам.

## Достопримечательности
- Замок Бонас (XVIII век). Исторический памятник с 1976 года.[4]